# 民間都市開発推進機構
一般財団法人民間都市開発推進機構（-みんかんとしかいはつすいしんきこう）愛称MINTO機構は、民間都市開発の推進に関する特別措置法に基づき国土交通大臣に指定された一般財団法人である。

## 概要
1987年（昭和62年）10月に財団法人として設立され、2013年（平成25年）4月に一般財団法人に移行した。
民間都市開発の推進に関する特別措置法（昭和62年法律第62号）及び都市再生特別措置法（平成14年法律第22号）に基づく、都市開発の政策実施機関であり、公的資金による金融機関である。昭和63年に、政府保有のNTT株の売却益を利用した利益の見込まれるインフラ整備のための無利子融資、NTT-A型無利子貸付業務が追加された。
金融支援実績は、2020年（令和2年）度末までの累計で、1,438件、1兆8,932億円である。
都市研究センターで調査研究業務を実施している。

## 業務
- 民間都市開発の推進に関する特別措置法
  - 共同型都市再構築業務（融資） - 2012年度～
  - まちづくりファンド支援業務（助成）※クラウドファンディング活用型 - 2017年度～
- 都市再生特別措置法
  - メザニン支援業務（融資）[6] - 2011年度～
  - まち再生出資業務（出資、社債取得） - 2005年度～
  - まちなか公共空間等活用支援業務（融資） - 2020年度～

### かつて実施していた業務
- 民間都市開発の推進に関する特別措置法
  - 参加業務 - 1987年度～2010年度
  - 融資業務 - 1987年度～2008年度
  - NTT-A型無利子貸付業務 - 1987年度～2004年度
  - 土地取得・譲渡業務 - 1994年度～2004年度
  - 住民参加型まちづくりファンド支援業務 - 2005年度～2016年度
- 都市再生特別措置法
  - 出資・社債等取得業務（都市再生ファンド） - 2002年度～2010年度
  - 都市再生無利子貸付業務 - 2002年度～2010年度
  - 債務保証業務 - 2002年度～2010年度

## 支援実績例
- 虎ノ門ヒルズ（東京都） - メザニン支援業務
- 東京スカイツリー（東京都） - まち再生出資業務
- なんばパークス（大阪市） - 土地取得・譲渡業務
- グランフロント大阪（大阪市） - 出資・社債等取得業務
- ミント神戸（神戸市） - 土地取得・譲渡業務
- 北海道ボールパークFビレッジ（北海道北広島市） - 運営企業への出資業務